# 明治大学マンドリン倶楽部
明治大学マンドリン倶楽部（めいじだいがくマンドリンくらぶ）は、明治大学で活動するマンドリンオーケストラ。1923年、明治大学で佐藤正恒（斎藤正恒）、古賀政男らの10数名が創設した。古賀政男は、東京音楽学校首席卒業の藤山一郎が歌唱した《丘を越えて》を作曲。さらに伴奏にマンドリンを使用する歌謡曲を多数作曲し、マンドリンの大衆化・普及に大きく貢献した。
1923年、明治大学で佐藤正恒、古賀政男らの10数名が創設した。古賀政男は、東京音楽学校（現在の東京芸術大学）首席卒業の藤山一郎（声楽家としては増永丈夫）が歌唱した《丘を越えて》（原曲・マンドリン合奏曲《ピクニック》）を作曲。さらに伴奏にマンドリンを使用する歌謡曲を多数作曲し、マンドリンの大衆化・普及に大きく貢献した。同倶楽部からは、古賀政男をはじめ、竹岡信幸、清水保雄、吉田矢健治、南郷達也、小町昭といった多くの作曲家を輩出している。現在では同倶楽部はドラムスや電気楽器を取り入れ、歌謡曲・ポピュラー音楽中心の路線で、独自の地位を築いている。古賀政男と明治大学マンドリン倶楽部については『評伝古賀政男　青春よ永遠に』（アテネ書房・菊池清麿 明治大学政経学部・同大学院修了）、『評伝古賀政男　日本マンドリン＆ギター史』（彩流社・菊池清麿）に詳細に記されている。
現在は、古賀政男の薫陶を受けた甲斐靖文（音楽監督・常任指揮者）のもと活動を行っている。

## 概要
明治大学マンドリン倶楽部は、明治大学現役学生のマンドリンオーケストラによるアマチュア音楽団体である。
特色として、1つは「迫力」、もうひとつは「レパートリーの広さ」が挙げられる。レパートリーはクラシックから童謡・民謡歌謡曲等の日本の音楽、そしてラテン・フュージョン・ロック等のあらゆるジャンルの音楽と他に類のない幅を持ち、現在も常に新しい音楽を取り入れようと挑戦している。
演奏活動も普段は関東近郊の都市で土曜・日曜に精力的に行っているが、長期休暇になると、春休みには中国・四国・九州地方、夏休みには北海道・東北地方と近畿・北陸・東海地方へと演奏旅行を行って全国の人々に親しまれている。また4年に1度、さらに遠くアメリカ・中国を始め海外まで演奏旅行を行っている。2016年はイタリア公演を行っている。

## 生い立ち

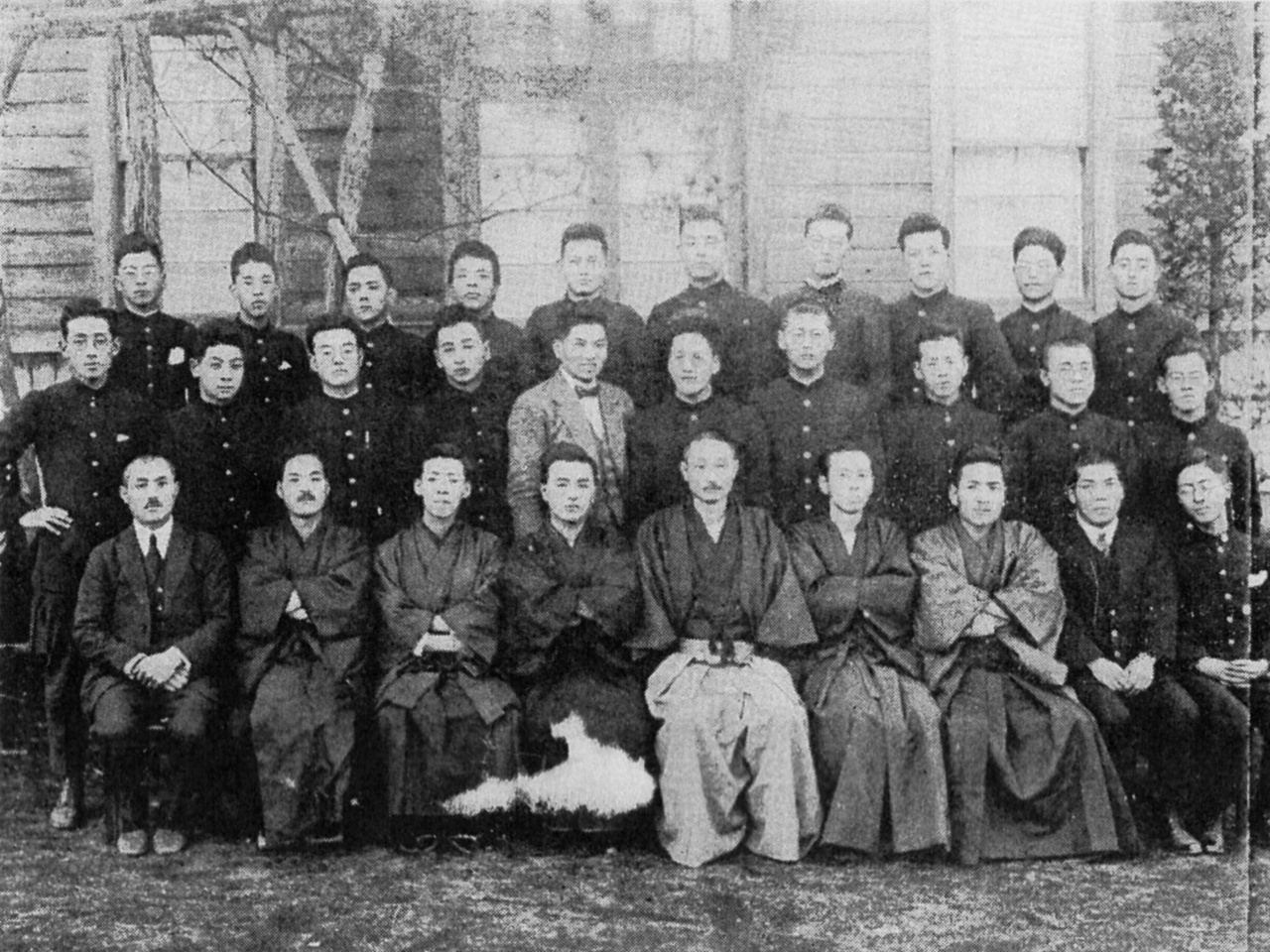
明治大学マンドリン倶楽部
（1923年）

明治大学マンドリン倶楽部は大正12年の春、佐藤（斎藤）正恒氏を中心とした6人のマンドリン・ギター愛好家によって創設され、大正13年5月31日、上野の自治会館で第1回演奏会が開催された。
このときのセカンドマンドリンのしんがりは、予科1年生の古賀政男だった。
その後古賀政男が主将になってからは、明治大学マンドリン倶楽部独自のカラーが創造され、以来「何でも弾いてやろう」というフロンティア精神が底流となった。また、定期演奏会において古賀政男作曲の「日本橋から」「影を慕ひて」等を発表、当時の暗い社会に大反響を呼んだ。
そして一躍明治大学マンドリン倶楽部の名は全国的なものとなり、それ以来、古賀メロディーはもとより「支那の夜」を作曲した竹岡信幸、「勘太郎月夜唄」の清水保雄、「女心の唄」の吉田矢健治、「愛のふれあい」の小町昭、その他多くの著名な作曲家、編曲家、演奏家を世に送り出しており、現在は甲斐靖文が音楽監督および常任指揮者として指導にあたっている。

## 特長
倶楽部の伝統に「フォルテッシモの明治」という言葉がある。
力強く、幅広く演奏することから、マンドリンという楽器の可能性を広げようとすることを目指している。その根底にあるのは、学生らしいパイオニア精神と、故・古賀政男の「音楽は和なり」の教えの下にある。
マンドリンという楽器からは、小さくて可愛らしく感傷的な音色が連想されるが、いろいろな楽器との融合を試み、一見相対立するラテンパーカッションとマンドリンとの調和は、全国のファンに大変喜ばれている。
伝統を守り、新たなるものを創造し、常に皆様の心を奏でるのが明治大学マンドリン倶楽部の使命と考え活動している。

## 歴史

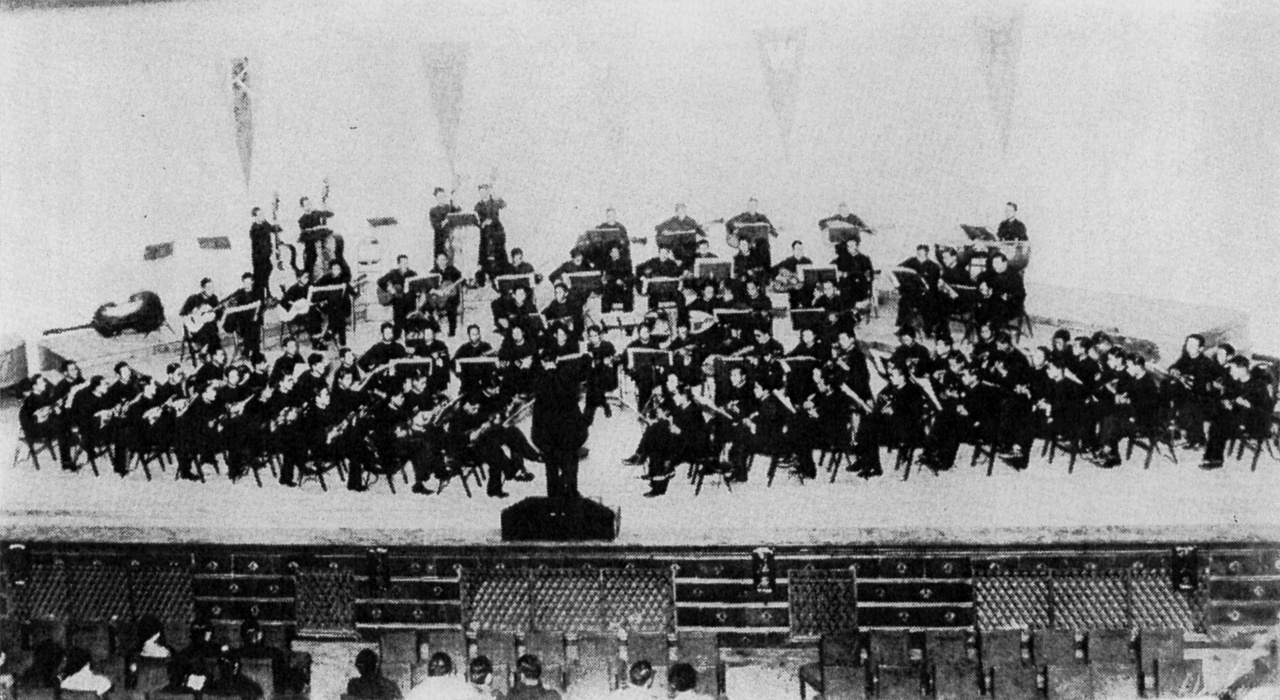
明治・立教・早稲田・法政・慶應の五大学マンドリンクラブ合同演奏会（1930年11月、日比谷公会堂）

- 大正12年（1923）明治大学マンドリン倶楽部創立
- 大正13年（1924）第1回春季大演奏会（於上野公園・自治会館）
- 昭和07年（1932）第20回創立10周年記念演奏会（日本青年会）
- 昭和13年（1938）第30回演奏会（日本青年館）
- 昭和18年（1943）倶楽部空白時代来る
- 昭和19年（1944）倶楽部空白時代
- 昭和21年（1946）第41回復活第1回演奏会（共立講堂）
- 昭和27年（1952）第50回記念演奏会（共立講堂）
- 昭和32年（1957）第60回記念定期演奏会（東京都体育館）
- 昭和37年（1962）創部40周年記念第70回演奏会（共立講堂）
- 昭和42年（1967）第80回演奏会（共立講堂）
- 昭和46年（1971）明治大学創立90周年を迎える
- 昭和47年（1972）明治大学マンドリン倶楽部創部50周年を迎える 第90回演奏会（共立講堂） 明治大学マンドリン倶楽部創部50周年記念演奏会 明治大学マンドリン倶楽部五十年史発刊
- 昭和49年（1974）第1回アメリカ演奏旅行
- 昭和52年（1977）第100回定期演奏会（中野サンプラザホール） 第2回アメリカ・メキシコ演奏旅行
- 昭和53年（1978）古賀政男先生逝去（享年73歳） 国民栄誉賞受賞
- 昭和55年（1980）明治大学創立100周年記念式典出演
- 昭和57年（1982）明治大学マンドリン倶楽部創部60周年を迎える 創部60周年記念第110回定期演奏会（日本青年館）
- 昭和62年（1987）創部65周年記念第120回定期演奏会（日本青年館）
- 平成04年（1992）明治大学マンドリン倶楽部創部70周年を迎える 創部70周年記念第130回定期演奏会（日本青年館） 第1回中国演奏旅行 創部70周年記念式典及び祝賀会（京王プラザホテル）
- 平成08年（1996）第2回中国演奏旅行
- 平成09年（1997）創部75周年記念第140回定期演奏会（日本青年館） 女子部員入部
- 平成12年（2000）第3回アメリカ演奏旅行
- 平成13年（2001）明治大学創立120周年記念式典に於て、甲斐靖文、 大学より「特別功労賞」受賞（帝国ホテル）
- 平成14年（2002）創部80周年記念第150回定期演奏会（日本青年館） 創部80周年記念式典・祝賀会 80年史「青春よ永遠に㈼」発刊（パレスホテル）
- 平成16年（2004）第4回アメリカ演奏旅行
- 平成20年（2008）第1回ベトナム演奏旅行
- 平成24年（2012）創部90周年記念第170回定期演奏会（日本青年館） 創部90周年記念式典・祝賀会 第2回ベトナム演奏旅行
- 平成28年（2016）第1回イタリア演奏旅行

【参考文献】
明治大学マンドリン倶楽部創部80周年記念 「青春よ永遠にⅡ　明治大学マンドリン倶楽部80年の歩み」 
明治大学マンドリン倶楽部OB会　HP

## 主な出身者
- 古賀政男（作曲家、国民栄誉賞受賞者）
- 甲斐靖文（作曲家、編曲家、指揮者）
- 竹岡信幸（作曲家）
- 清水保雄（作曲家）
- 佐藤文生（国会議員、郵政大臣）
- 吉田矢健治（作曲家）
- 南郷達也（作曲家、編曲家、日本作曲家協会理事）
- 小町昭（作曲家、編曲家）
- 久保田孝（指揮者、作曲家）
- 菊池清麿（伝記作家、音楽メディア史研究家）

## メディア
- 『昭和は輝いていた』（2023 BSテレビ東京）
昭和時代を扱う歴史情報番組。「古賀政男と創部100年明治大学マンドリン倶楽部」というテーマで、甲斐靖文、大川栄策、明治大学マンドリン倶楽部、田邊雄大、中内美帆、松尾潤樹、宮本凌輔などがゲスト出演。